# 줄무늬린상
줄무늬린상(Prionodon linsang)은 말레이 반도와 수마트라섬, 보르네오섬 그리고 자와섬 서부 지역의 나무 위에서 사는 육식 동물의 일종이다. 아시아린상속에 속하는 2종의 린상 중의 한 종이다.

## 특징
줄무늬린상은 꼬리를 포함하여 몸길이는 약 74cm이다. 몸의 털은 연한 노란색을 띠며, 5줄의 줄무늬가 있다. 목에는 넓은 줄무늬를 갖고 있고, 꼬리는 검은 꼬리 끝단과 함께 여러 줄의 고리 줄무늬가 나 있다. 아주 날카롭고 안쪽으로 오므릴 수 있는 발톱과 먹이를 자르기 좋은 날카롭은 이빨을 갖고 있다. 가장 희귀한 시벳 중의 하나로 호항이시벳이라는 이름으로 불리기도 한다.

## 먹이
줄무늬린상은 육식 동물이며, 먹이는 다람쥐와 쥐, 새, 도마뱀 등이다.

## 생식
줄무늬린상의 생식은 거의 알려져 있지 않다. 격년 마다 2~3마리의 새끼를 땅이나 나무 구멍을 파서 만든 보금자리에 낳는 것으로 추정하고 있다.

## 서식지
말레이시아 서부와 수마트라섬, 보르네오섬, 자와섬 서부 그리고 태국에서 발견된다. 그리고 열대 숲에서 서식하며, 나무에서 대부분의 시간을 보낸다.